# Térmica

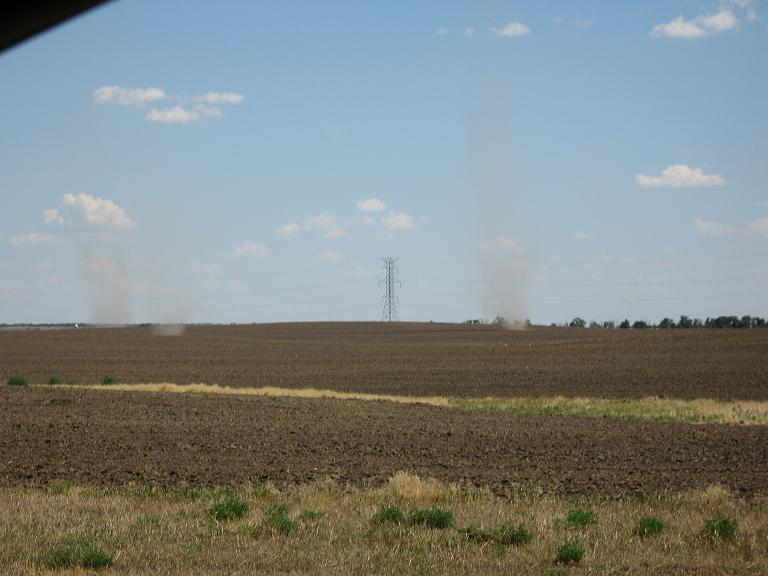
Termales en Dakota del Sur.

Una térmica, columna térmica o deriva vertical (también, por influencia del inglés, termal y columna termal) es una columna de aire ascendente desde bajas altitudes de la atmósfera terrestre. Las térmicas se crean por el desigual calentamiento de la superficie terrestre por la radiación solar, y es un ejemplo de convección. El Sol calienta el suelo, que a su vez calienta el aire por encima de él.

## Formación
Este fenómeno se produce cuando una masa de aire caliente se acumula, se expande y se hace más liviana (menor densidad) que la masa de aire circundante. La masa de ese aire más liviano asciende, pero mientras lo hace también se vuelve a enfriar debido a la expansión. Este proceso continuará hasta que esa masa de aire se enfría hasta la misma temperatura del aire que lo rodea, ahora ese aire detiene su ascenso. Se asocia con la térmica un flujo circundante hacia abajo de la columna térmica. El movimiento de bajada exterior es causado por el aire más frío que está siendo desplazado en el tope de la térmica.
El tamaño y la fuerza de las térmicas están influenciadas por las propiedades de la baja atmósfera (la troposfera). Generalmente, cuando el aire se enfría, burbujas de aire caliente formado por el calentamiento desde el suelo del aire que está allí, pueden ascender como un globo aerostático de aire caliente. El aire se dice que está inestable. Si hay una capa caliente de aire más alto, una inversión de temperatura puede detener termales que ascienden mucho, y el aire se dice estar estable. 
Las térmicas a veces pueden detectarse por la presencia visible de nubes cúmulus. Cuando hay un viento suave es una térmica, los cúmulus pueden alinearse en ejes orientados con el viento. 
Los cúmulus se forman por el ascenso de aire en una térmica; a medida que se enfría y asciende, comienza a condensarse el vapor de agua en el aire haciéndose visibles las gotas en forma de nubes. El agua de condensación sustrae calor latente, provocando que el aire ascienda mejor. Mucho aire inestable puede ascender a gran altura condensando cantidades importantes de agua y formando chubascos o hasta tormentas.

## Usos prácticos
Estas corrientes son aprovechadas por las aves, especialmente por grandes rapaces, para planear durante horas sin cansarse, de forma que pueden estar casi inmóviles en el aire buscando o vigilando presas. Los zamuros, que tienen un cuerpo pesado y unas alas de gran envergadura, utilizan las columnas térmicas para ascender a grandes alturas sin mover las alas y cuando han alcanzado una determinada altura, pueden dirigirse planeando a gran velocidad hacia el lugar deseado, sin siquiera mover las alas.
También son usadas por el ser humano para usos deportivos, como el vuelo sin motor o el parapente. Son uno de los recursos utilizados para ascender por los pilotos de planeadores.